# Шлатт-Гаслен
Шлатт-Гаслен (нім. Schlatt-Haslen) — округ (громада) в Швейцарії в кантоні Аппенцелль-Іннерроден.

## Географія
Громада розташована на відстані близько 155 км на схід від Берна, 5 км на північний захід від Аппенцелля.
Шлатт-Гаслен має площу 17,9 км², з яких на 5,1 % дозволяється будівництво (житлове та будівництво доріг), 62,9 % використовуються в сільськогосподарських цілях, 30,9 % зайнято лісами, 1,1 % не є продуктивними (річки, льодовики або гори).

## Демографія
2019 року в громаді мешкало 1140 осіб (+0,4 % порівняно з 2010 роком), іноземців було 3,2 %. Густота населення становила 64 осіб/км².
За віковим діапазоном населення розподілялося таким чином: 22,5 % — особи молодші 20 років, 61,2 % — особи у віці 20—64 років, 16,2 % — особи у віці 65 років та старші. Було 434 помешкань (у середньому 2,6 особи в помешканні).
Із загальної кількості 383 працюючих 195 було зайнятих в первинному секторі, 64 — в обробній промисловості, 124 — в галузі послуг.